# Amata connectens
Amata connectens là một loài bướm đêm thuộc phân họ Arctiinae, họ Erebidae.